# Martin Guerre (musikal)
Martin Guerre är en musikal skriven av Claude-Michel Schönberg och Alain Boublil baserad på händelserna kring Martin Guerre på 1500-talet. Den hade premiär på Prince Edward Theatre i London 1996 och spelades fram till 1998.